# Al son de la marimba
Al son de la marimba es una película mexicana realizada en el año de 1940 e interpretada por diversos actores, tanto mexicanos como extranjeros, donde Fernando Soler y Sara García encabezan el elenco de esta comedia. Fernando Soler interpreta a Palemón Escobar como el Patriarca simpático y vividor de una familia aristocrática, actualmente cortejo de la pobreza. Para reabastecer las arcas de familias, la hija (Marina Tamayo) espera casarse con un millonario ranchero del Estado de Chiapas de nombre Felipe del Río (Emilio Tuero). La muchacha ama realmente el ranchero, pero él sospecha motivaciones de su familia política y para saber si realmente ella lo ama de verdad, y no por su dinero, el ranchero y su mayordomo Agapito Cuerda (Joaquín Pardavé) realizan una artimaña para averiguar cuánto están interesados sobre él.
Es una sorpresa cuando el avaricioso Palemón, y su esposa Cornelia, demuestran realmente el aprecio y un verdadero cariño desinteresado por su yerno al finalizar la película.
Al son de la marimba es una de las películas del cine de la época de oro en México, llena de palabras y frases típicas del Estado de Chiapas.

## Producción
Director: Juan Bustillo Oro.
Escritores: Juan Bustillo Oro y Humberto Gómez Landero; a partir de la comedia Los mollares de Aragón, de Augusto Martínez Olmedilla.

## Reparto

### Actores (Créditos)
- Fernando Soler … Palemón Escobar Tovar Llanos de Vergara y Godínez de la Vega y del Colmenar Cifuentes Fuentes Corrientes y Caratrava del Horno.
- Emilio Tuero … Don Felipe del Río y Quintana “El mapache” (Millonario Chiapaneco, propietario de la hacienda “La Esperanza”)
- Marina Tamayo … Margarita (Hija de Palemón y Cornelia)
- Joaquín Pardavé … Agapito Cuerda (Mayordomo de la hacienda)
- Sara García … Cornelia (Esposa de Palemón)
- Dolores Camarillo … Pita (Muchacha de servicio: Brunilda/Fredegunda/Dulcinea/Miss Kitty)
- Virginia Serret … Sofía (Hija de Palemón y Cornelia)
- Alfredo Varela Jr. … Luis (Hijo de Palemón y Cornelia)
- Joaquín Coss … (Cobrador)
- Manuel Noriega … (Cobrador)
- Salvador Quiroz … (Cobrador)
- Wilfrido Moreno … (Cobrador)
- Miguel Manzano … José María (Hijo de Agapito)
- Carlos Castañón
- Alberto A. Ferrer
- Amanda del Llano … (Campesina que baila con Palemón)
- Ismael Aguilar … Juancho?bestias
- Carlos Max “El Alpiste”
- Josefina Romagnoli
- Carolina Barret

### Actores sin créditos
- José Escanero
- Humberto Rodríguez … (Sastre)
- Arturo Soto Rangel … Juez (Ceremonia Civil)

## Detalles adicionales
- Duración: 137 min.
- País: México, Chiapas
- Idioma: Español
- Tipo de filmación: Blanco y Negro
- Sonido: Mono
- Locación de la filmación: México
- Compañía: Producciones Grovas y Oro Films (México)